# Aniqa (album)
Aniqa – pierwszy (czwarty w karierze) solowy album polskiej piosenkarki Anny Świątczak, który nagrała pod pseudonimem Aniqa. Premiera płyty odbyła się 8 października 2009, zawiera ona jedenaście angielskich piosenek oraz jedną w języku polskim,  zatytułowaną Godziny. Mix i mastering krążka odbył się w Miloco Studios London w Londynie. Płytę promuję piosenka A Man Like You, do której nakręcono teledysk oraz piosenka Ich dwoje, która nie znalazł się na albumie. Utwór Ich dwoje piosenkarka wykonała na festiwalu TOPtrendy 2010 na koncercie Trendy, za którą otrzymała Nagrodę Internautów Ipla.

## Lista utworów
- 1. "A Man Like You" (Mężczyzna Jak Ty) – 03:58
- 2. "The Sand (On Our Hands)" (Piasek (Na Naszych Rękach)) – 02:55
- 3. "I Wish You" (Życzę Ci) – 04:33
- 4. "Put Out the Flames" (Wydaj Płomienie) – 03:53
- 5. "Beegirl" (Dziewczyna Pszczoła) – 03:37
- 6. "Join Me" (Dołącz Do Mnie) – 03:53
- 7. "Silence" (Cisza) – 02:48
- 8. "Africa" (Afryka) – 03:38
- 9. "Godziny" – 03:37
- 10. "Through the Rain..." – (Przez Deszcz) 04:15
- 11. "The World Turns Around" (Świat Obraca Się) – 02:51
- 12. "You Made My Day" (Zrobiłeś Mój Dzień) – 03:22

## Twórcy
Źródło:
- Anna Świątczak – śpiew
- Jacek Borucz – teksty
- Adam Wajs – muzyka, kontrabas, bas
- Adam Miłosz – pianino, instrumenty klawiszowe
- Kamil Roloff – gitary
- Marcin Sekuła – perkusja
- Satomi – skrzypce
- Konrad Bukowian – wiolonczela
- Marcin Świderski – saksofony, flet, akordeon
- Piotr Kulbicki – chórki
- Ricky Lion – chórki